# Văleni (okręg Sălaj)
Văleni – wieś w Rumunii, w okręgu Sălaj, w gminie Cristolț. W 2011 roku liczyła 376 mieszkańców.